# The Loud House Movie
The Loud House Movie (Una casa de locos: la película en España y The Loud House: la película en Hispanoamérica) es una película animada estadounidense de comedia y aventura musical de 2021 basada en la serie animada de televisión de Nickelodeon, The Loud House. La película, producida por Nickelodeon Movies, fue dirigida por Dave Needham —en su debut como director—, a partir de un guion de Kevin Sullivan y Chris Viscardi, y está protagonizada por las voces de David Tennant, Michelle Gomez, Katy Townsend, y el reparto de voces habitual de la serie, conformado por Asher Bishop, Jill Talley, Brian Stepanek, Catherine Taber, Liliana Mumy, Nika Futterman, Cristina Pucelli, Jessica DiCicco, Grey Griffin, Lara Jill Miller y Andre Robinson, quienes repiten sus respectivos papeles. La primera película de la franquicia, situada entre la cuarta y la quinta temporada de The Loud House, cuenta la historia de los Loud y su viaje vacacional a Escocia, en donde se enteran de que descienden de la realeza y poseen un castillo, mientras se enfrentan a un malvado complot.
En un principio, Paramount Pictures iba a estrenar la película en cines en 2020. En su lugar, la película tuvo un lanzamiento digital en Netflix el 20 de agosto de 2021. La película recibió reseñas de mixtas a positivas por parte de los críticos, quienes alabaron las canciones, los mensajes conmovedores y la fidelidad a la serie, pero criticaron la animación, la trama y el guion.
El 26 de noviembre de 2021, se estrenó en Nickelodeon y Paramount+ un telefilme navideño de acción real, titulado A Loud House Christmas.

## Argumento
La película comienza con un breve recuento sobre cómo se formó la familia Loud a partir de la relación entre Rita y Lynn Loud Sr.
Más tarde, años después, en la actualidad, Lincoln enseña a su hermana menor Lily a cómo a ser un "hombre con un plan", con un plan de cómo obtener burritos como desayuno del día sábado, sin que las otras hermanas se enteren, sin embargo, por sorpresa, se entera de que ellas también saben que habrá burritos de desayuno, por suerte, tenía un plan de refuerzo y con la colaboración de Lily, las sacó de la casa. Lincoln y Lily estaba por servirse el desayuno, pero las otras regresan, provocando que el plan fracase, por fortuna, Lily tenía un burrito para compartir con Lincoln.
Rita, la madre Loud, se entera de que todas tienen actividades el día de hoy, y se altera junto con el padre Loud, Lynn Loud Sr. Por suerte, Lincoln tiene un plan para que todas hagan sus actividades, mientras le da otra lección a Lily. El plan funcionó perfectamente, haciendo que las 9 hermanas tengan sus trofeos.
La familia Loud tiene una cena de celebración, sin embargo, Lincoln comienza a pensar que vive a la sombra de sus hermanas.
Después de una charla con su mejor amigo, Clyde McBride, sobre el origen de un lado de su familia, Lincoln les hace la misma pregunta a sus padres. Mientras que Rita afirma que la mayoría de su familia provenía de Royal Woods, Lynn Loud Sr. no está seguro de su lado de la familia. Esto lleva a Lisa a hacer un experimento en el que rastrea la herencia de Lynn Sr. hasta Escocia. La familia Loud luego se dirige a Escocia para pasar una semana de vacaciones en un viaje agitado que involucra lanzarse en paracaídas desde una bodega de carga, volar en un globo aerostático y viajar en un submarino. Al llegar a un pequeño pueblo portuario escocés llena de muchas rarezas, la familia Loud se entera de los ciudadanos del pueblo que son descendientes de la realeza escocesa, razón de que el pueblo es llamado Lago Loud y son conducidos a un castillo dirigido por el jardinero Angus y la descontenta cuidadora de la propiedad Morag.
Angus luego muestra a la familia una pintura de sus descendientes que tiene un parecido sorprendente con ellos y revela que gobernaron la ciudad durante muchos años antes de partir para siempre. Lincoln finalmente se entera de Angus que su propio homólogo ancestral, el duque de la familia, era el miembro más especial de la familia para su deleite. Queriendo convertirse en el nuevo duque del Lago Loud, participa en muchos eventos de servicio comunitario para ayudar a restaurar la aldea a su antigua gloria y, finalmente, la culpa hace que el resto de la familia se mude a Escocia para siempre, ya que la familia ya no tiene que compartir un baño.
A medida que los Louds se adaptan a su descubrimiento mientras experimentan el fantasma de su descendiente Lucille Loud, una bebé dragón que crece muy rápido a la que llaman Lela, y disfruta de su tiempo en el castillo, Morag se frustra con la familia después de vivir en el castillo pacíficamente y en silencio durante muchos años. Luego diseña un plan como su antepasado Aggie para lograr que la familia abandone Loch Loud para siempre hipnotizando a Lela con una piedra preciosa mágica conocida como la Piedra del Dragón y el cetro real.
Después de que las hermanas comienzan a llamar la atención en el pueblo, Morag engaña a Lincoln para que monte a Lela para tratar de recuperar su atención. Mientras él monta el dragón, ella usa la piedra preciosa y el cetro para hipnotizarlo y destruir la ciudad para que Lincoln pueda ser culpado por el caos. Sintiéndose culpable por el daño, Lincoln le pide a la familia que regrese a Royal Woods. Cuando la familia se va a casa, Morag procede a convertirse en la nueva duquesa de la ciudad para gran disgusto de los aldeanos. En respuesta, vuelve a hipnotizar a Lela para causar más destrucción a la aldea.
El fantasma de Lucille Loud le cuenta a la familia el plan de Morag y lo que le está haciendo a la ciudad. Los niños Loud menos Lily, regresan a la ciudad en un bote de remos y se unen para derrotar a Morag y des-hipnotizar a Lela. Las hermanas finalmente recuperan el cetro y Lincoln, usando sus habilidades mágicas, destruye la piedra preciosa que rompe a Lela de su hechizo y, en respuesta, Morag cae en una isla llena de foca leopardo que se parece a los Louds. La ciudad de Loch Loud felicita a la familia y le pide a Lincoln que reanude su lugar como duque del reino, aunque Lincoln se niega y en su lugar le ofrece la corona a Angus en lugar de sentir que merecía ser más duque, una decisión aprobada por el reino y los fantasmas de los antepasados Loud.
Después de ayudar a reparar la aldea, la familia Loud se despide de Angus y los aldeanos y zarpa de regreso a Royal Woods. Bobby llega a Escocia demasiado tarde para descubrir que Lori está de regreso a Royal Woods. Clyde le da la bienvenida a Lincoln a Royal Woods con algunos cupcakes de duque.
Durante los créditos, se muestran imágenes fijas que incluyen, entre otras, el fantasma del Duque montando a Lela, Bobby finalmente reuniéndose con Lori, Leni contactando a su interés amoroso en línea, Lincoln ganando un trofeo por el tercer lugar con Lily presente y Angus rescatando a Morag que ahora soporta las payasadas del fantasma de la familia del duque, un baile ridículo que hace Lynn Sr en la sala y Rita lo ve con cara avergonzada y la amenaza de Lela, que ha puesto tres huevos de dragón.

## Reparto
| Personaje            | Actor de voz original |
| -------------------- | --------------------- |
| Lincoln Loud         | Asher Bishop          |
| Lori Loud            | Catherine Taber       |
| Leni Loud            | Liliana Mumy          |
| Luna Loud            | Nika Futterman        |
| Luan Loud            | Cristina Pucelli      |
| Lynn Loud Jr.        | Jessica DiCicco       |
| Lucy Loud            | Jessica DiCicco       |
| Lola Loud            | Grey DeLisle          |
| Lana Loud            | Grey DeLisle          |
| Lisa Loud            | Lara Jill Miller      |
| Lily Loud            | Grey DeLisle          |
| Rita Loud            | Jill Talley           |
| Lynn Loud Sr.        | Brian Stepanek        |
| Ronnie Anne Santiago | Izabella Alvarez      |
| Bobby Santiago       | Carlos Pena, Jr.      |
| Clyde McBride        | Andre Robinson        |
| Angus                | David Tennant         |
| Morag                | Michelle Gomez        |
| Lucille Loud         | Katy Townsend         |

### Doblaje en español
Al igual que en la serie, el doblaje en español de la película se realizó en dos versiones diferentes: la primera para países de Hispanoamérica y la segunda para España.
En el doblaje para España, realizado por los estudios VSI-Sonygraf de Barcelona y Madrid bajo el título Una casa de locos: La película, se conservaron los mismos actores del reparto habitual de la serie, conformado por Silvia Gómez, Marta Estrada, Fransesc Góngora, Lourdes Fabrés, Yolanda Gispert, María Romeu, Anna Romano, y Ana María Camps como las voces de la familia Loud, así como Julia Chalmeta como la voz de Clyde McBride y algunos de los actores del elenco principal como voces de los personajes secundarios. Para los nuevos personajes, se incorporaron Meritxell Ané como la voz de Morag, Xavier Fernández como la voz de Angus, Meritxell Sota como Lucille Loud y Jordi Domènech como Scott. Pep Sais se encargó de la dirección de voces, mientras que Marta Baonza se encargó de la traducción.
Por su parte, en el doblaje para Hispanoamérica, realizado en México por Iyuno-SDI Group —anteriormente SDI Media de México— de la Ciudad de México, los personajes principales igualmente fueron interpretados por el mismo reparto de la serie, integrado por José Luis Piedra, César Garduza, Danann Huicochea, Fernanda Robles Patiño, Lupita Leal, Alejandra Barragán, Leyla Rangel, Monserrat Mendoza, Mireya Mendoza, Karen Vallejo, Alondra Hidalgo y Betzabé Jara, como las voces de la familia Loud. Por otro lado, Gaby Cárdenas, Mario Heras y Casandra Acevedo, fueron asignados como las voces de Morag, Angus y Lucille Loud, respectivamente, mientras que Emilio Treviño, Betzabé Jara y Víctor Ugarte interpretaron a Clyde McBride, Ronnie Anne y Bobby Casagrande, respectivamente. Además de interpretar a sus respectivos personajes de la serie, Betzabé Jara se encargó de la dirección de voces, cargo que anteriormente había desempeñado en la tercera temporada de The Loud House. Por su parte, Elena Ramírez se encargó de la traducción, mientras que Gaby Cárdenas se ocupó de la dirección musical, teniendo como gerente de producción a Gabriela Garay.

## Producción
- Paramount anunció que debería estrenarse el 7 de febrero de 2020. Sin embargo, actualmente la película no está siendo trabajada por Paramount y podría estrenarse más tarde de lo esperado.[7][8]
  - El 18 de enero de 2019, se anunció que la película había sido retirada de su calendario.
- El 5 de febrero de 2019, fue anunciado por el CEO de Viacom, Bob Bakish, que la película se estrenaría en su lugar en el servicio de streaming Netflix.[9]
- El 30 de abril de 2019, se anunció que la película se estrenaría en algún momento de 2021.[10]
- El 20 de junio de 2019, Kevin Sullivan completó un borrador de la película.
- El 4 de enero de 2021, Kevin Sullivan confirmó que la película apuntaba a un estreno en abril de 2021, sin embargo el estreno se aplazo por razones desconocidas.
- El 28 de abril de 2021, Netflix lanzó el tráiler oficial de la película, por lo que se estrenará el 20 de agosto de 2021.

### Animación
El filme usa principalmente animación cut-out 2D —técnica de animación por computadora cuyo método consiste en manejar los movimientos de los personajes por medio de articulaciones e interpolaciones como una alternativa a la técnica de dibujos animados «cuadro a cuadro», y que es semejante a la técnica del mismo nombre en la que la animación es hecha a mano con recortes— combinada con elementos tridimensionales generados por computadora (por sus siglas en inglés, CGI). La animación fue producida principalmente por el estudio Top Draw Animation con sede en Manila, Filipinas. El software principal que se empleó para los procesos digitales de animación fue Toon Boom Harmony, con Storyboard Pro para la elaboración del guion gráfico.
El director del filme, Dave Needham, explicó para Animation Magazine que Jam Filled Entertainment —estudio canadiense encargado de realizar la animación de la serie— decidió no involucrarse en la película debido a que se encontraba comprometido con otros proyectos —entre estos, los vinculados a la franquicia Thomas y sus amigos—, los cuales acabaron absorbiendo al personal del estudio en su totalidad, por lo que se tuvo que subcontratar a otro estudio. Para ello, varios estudios realizaron pruebas de animación para el equipo y, tras un «visionado a ciegas», la prueba de Top Draw resultó ser la seleccionada porque, según Needham, fue la que «destacó realmente» del resto, por lo que el proyecto fue comisionado a dicho estudio. Entendiendo que, tanto la mayor parte del equipo principal comandado por Needham como el de los animadores por parte de Top Draw, eran recién ingresados en la franquicia, se tomó como punto de partida el estudio con detenimiento de los episodios de la serie a fin de que todos consiguieran adaptarse a su estilo de animación, influenciado esencialmente por tiras cómicas como Peanuts y Polly and Her Pals. Para enriquecer el estilo de animación con elementos más detallados, se incorporaron efectos sútiles de iluminación y cámaras multiplano con el fin de dotar a los escenario y a los personajes de profundidad de campo y de una puesta en escena cinematográfica; con todo esto, se buscaba conseguir «un aspecto que fuera familiar pero que también elevara a la película desde ese punto de partida».

Debido a la contingencia sanitaria a causa de la pandemia de COVID-19 a nivel mundial, los procesos de animación tuvieron que ser realizados vía trabajo remoto, por lo que los animadores continuaron trabajando desde sus casas bajo la supervisión de Needham desde su residencia en Los Ángeles. Según Needham, si bien la emergencia sanitaria ocasionó afectaciones en la producción de la película, esta se mantuvo avante hasta el final, en parte gracias a que el proceso de familiarización con el estilo de animación de The Loud House resultó exitoso:
Es una obviedad, pero la pandemia mundial nos puso patas arriba por un momento. Por suerte, nuestro equipo ya se había adaptado y la primera proyección había sido un éxito, pero la transición a trabajar desde casa —y darnos cuenta poco a poco de que probablemente acabaríamos la película sin volver a vernos en persona— fue difícil. Por supuesto, también afectó a nuestro estudio proveedor, Top Draw, en Manila. Sufrieron diferentes bloqueos en distintos momentos y nada funcionó con la misma cohesión que antes de la pandemia. Sin embargo, todo el mundo se unió y pudimos salir adelante. Fue un gran alivio poder volver a reunirme con parte de mi equipo para la corrección de color en abril [de 2021], después de más de un año trabajando a distancia. —Dave Needham

### Música
El score fue compuesto por Christopher Lennertz y Phillip White, con musicalización y arreglos por parte de White. La banda sonora de la música cinematográfica fue lanzada en formato digital el 24 de septiembre de 2021 —un mes después de la publicación del álbum principal y del estreno de la película— por la división de música familiar de Republic Records —un sello de Universal Music Group— en conjunto con Nickelodeon.

| Disco 1 |                                       |          |  |
| N.º     | Título                                | Duración |  |
| 1.      | «How to Survive in a Big Family»      | 1:07     |  |
| 2.      | «Activity Panic»                      | 0:59     |  |
| 3.      | «Where to First?»                     | 1:53     |  |
| 4.      | «Lincoln and Clyde»                   | 1:16     |  |
| 5.      | «Needles Are for Amateurs»            | 0:59     |  |
| 6.      | «Welcome to Scotland!»                | 0:47     |  |
| 7.      | «What the Sheep?»                     | 1:29     |  |
| 8.      | «Your Ancestral Home»                 | 0:39     |  |
| 9.      | «Old Timey Us»                        | 1:00     |  |
| 10.     | «Our Own Rooms!»                      | 0:58     |  |
| 11.     | «The Duke's Room»                     | 1:03     |  |
| 12.     | «The Dragon's Egg»                    | 1:00     |  |
| 13.     | «Duke-ing»                            | 0:34     |  |
| 14.     | «Lucy's Seance»                       | 1:24     |  |
| 15.     | «Let's Fulfill Our Destiny»           | 0:43     |  |
| 16.     | «We're Moving to Scotland»            | 0:39     |  |
| 17.     | «Morag's Scream»                      | 0:40     |  |
| 18.     | «The Real Story of the Louds of Yore» | 2:56     |  |
| 19.     | «Snackin' What You're Packin'»        | 0:35     |  |
| 20.     | «I Could Ride the Dragon»             | 1:38     |  |
| 21.     | «Lela Under the Spell»                | 1:17     |  |
| 22.     | «We Trusted You»                      | 1:18     |  |
| 23.     | «Abdication»                          | 1:34     |  |
| 24.     | «The Mad Queen Morag»                 | 1:08     |  |
| 25.     | «Lucille Brings News»                 | 2:06     |  |
| 26.     | «Operation Save the Village»          | 0:51     |  |
| 27.     | «Morag Rides Lela»                    | 1:36     |  |
| 28.     | «Loud No More»                        | 1:31     |  |
| 29.     | «Fifth Best Junior Magician»          | 0:46     |  |
| 30.     | «Lincoln Rides Again»                 | 1:41     |  |
| 31.     | «A Simple Groundskeeper»              | 1:11     |  |
| 32.     | «Warm Feelings»                       | 1:41     |  |
| 33.     | «The Louds Head Home»                 | 0:57     |  |
| 39:56   |                                       |          |  |

#### Banda sonora
Por otro lado, la banda sonora presentó temas originales interpretados por Oh, Hush!, graywolfe, Distant Cousins y Tide Lines, entre otros. Asimismo, algunas de las pistas fueron cantadas por los miembros del elenco de voces como sus respectivos personajes, entre ellos, Asher Bishop —Lincoln—, David Tennant —Angus— y Michelle Gomez —Morag—. En cuanto a la parte instrumental, casi todos los temas fueron compuestos y arreglados por Phillip White.
Doug Rockwell y Michelle Lewis, compositores, músicos e intérpretes conocidos por su trabajo como compositores de varias canciones originales para The Loud House, estuvieron involucrados en la creación de dos nuevos temas para la película. El primero es «Life is Better Loud», el cual también interpretaron a dueto, y cuyo uso principal en la cinta fue como el tema para la secuencia inicial en la que se resume la historia de amor entre Lynn Sr. y Rita, así como la posterior formación de la familia Loud a lo largo de los años. Por otro lado, el segundo, titulado «Loud Castle», es en realidad una variación de la sintonía de apertura de la serie titulada «In The Loud House» (también conocida como «The Loud House Theme Song»), la cual también fue compuesta por Rockwell y Lewis en coautoría con el creador de la serie, Chris Savino. Dicha canción, cuya interpretación recayó principalmente en Rockwell (al igual que en la canción original), se utiliza para la secuencia en la que se muestra la nueva vida de los Loud en el castillo de sus antepasados luego de que Lincoln fuese coronado como el nuevo duque de la localidad de Loch Loud; dicha escena es también una versión alternativa de la secuencia de apertura de la serie.
Para la composición de algunos de los temas, especialmente los correspondientes al viaje de los Loud a Escocia, se incluyeron instrumentos propios de la cultura y música escocesa, entre ellos la gaita y el acordeón, estos últimos, los cuales se emplearon para los temas «This Town is Named for You» y «Now or Never», respectivamente.
La banda sonora del filme salió a la venta en formato digital el 20 de agosto de 2021, el mismo día en que se estrenó la cinta, y fue publicada por la Republic Records: Kids & Family y Nickelodeon. El soundtrack de la película está disponible en su totalidad en Spotify y en otros populares servicios de streaming de música. El álbum contiene tres temas suite compuestos por Christopher Lennertz y Phillip White para el score de la cinta.

| Disco 1 |                              |                                                 |                                                            |          |  |
| N.º     | Título                       | Escritor(es)                                    | Intérprete(s)                                              | Duración |  |
| 1.      | «Life is Better Loud»        | Doug Rockwell y Michelle Lewis                  | Doug Rockwell y Michelle Lewis                             | 2:29     |  |
| 2.      | «Ordinary Me»                | Chris Sernel y Grayson DeWolfe                  | Asher Bishop                                               | 1:26     |  |
| 3.      | «This Town is Named for You» | Dov Rosenblatt Ami Kozak David Swirsky          | David Tennant y Reparto (feat. Distant Cousins)            | 1:42     |  |
| 4.      | «Loud Castle»                | Doug Rockwell y Michelle Lewis                  | Doug Rockwell                                              | 1:23     |  |
| 5.      | «The Duchess I Will Be»      | Stef Fink Julia Piker Jason Gleed Jordan Yaeger | Michelle Gomez                                             | 1:59     |  |
| 6.      | «I'm Gonna Be the Duke»      | Chris Sernel Grayson DeWolfe Matt Richert       | Asher Bishop y David Tennant (feat. Oh, Hush! y graywolfe) | 2:04     |  |
| 7.      | «Now or Never»               | Chris Sernel y Grayson DeWolfe                  | Oh, Hush! y graywolfe                                      | 1:18     |  |
| 8.      | «My Way Back Home»           | Christopher Lennertz y Phillip White            | Tide Lines                                                 | 2:43     |  |
| 9.      | «Let's Get Lost Together»    | Dov Rosenblatt Ami Kozak David Swirsky          | Distant Cousins                                            | 1:17     |  |
| 10.     | «Welcome to Scotland!»       | Christopher Lennertz y Phillip White            | Christopher Lennertz y Phillip White                       | 2:23     |  |
| 11.     | «Lincoln Rides the Dragon»   | Christopher Lennertz y Phillip White            | Christopher Lennertz y Phillip White                       | 3:45     |  |
| 12.     | «Morag's Last Stand»         | Christopher Lennertz y Phillip White            | Christopher Lennertz y Phillip White                       | 3:52     |  |
| 26:20   |                              |                                                 |                                                            |          |  |

## Lanzamiento
La película iba a estar programada el 7 de febrero del 2020. Sin embargo, en enero de 2019, Paramount eliminó la película de su programa de estrenos. En enero de 2021, Kyle Marshall dijo que la película se iba a estrenar en abril de 2021, pero tiempo después se retrasó hasta el 20 de agosto de 2021. La película se lanzó el mismo día que Paramount estrenó teatralmente en Estados Unidos y Canadá PAW Patrol: The Movie, otro filme de Nickelodeon Movies en coproducción con Spin Master Entertainment.

## Secuelas

### A Loud House Christmas
El 26 de noviembre de 2021, meses después del estreno de The Loud House Movie, una película para televisión navideña de imagen real titulada A Loud House Christmas se estrenó en Nickelodeon y Paramount+, siendo la primera película de la franquicia de acción real y la segunda en total.

### No Time To Spy: A Loud House Movie
En abril de 2024, Nickelodeon anunció que una secuela de la película, titulada No Time to Spy: A Loud House Movie, que se programó para estrenarse el verano de 2024 tanto en Paramount+ en EE. UU. como en los canales de Nickelodeon a nivel internacional. Un primer teaser trailer fue publicado en las redes sociales de la cadena y se adjuntó a los episodios de la serie en Paramount+. También fue revelado el póster de la película. El 10 de mayo, Nickelodeon anunció que la película se estrenaría el 21 de junio, con la emisión lineal programada para las 7 p. m. ET y PT como película original.